# إل. أي. ماير
إل. أي. ماير (بالإنجليزية: L.A. Meyer)‏ (1942 - 29 يوليو 2014، إلسورث في الولايات المتحدة)؛ روائي أمريكي. درس في جامعة فلوريدا.

## روابط خارجية
- إل. أي. ماير على موقع ميوزك برينز (الإنجليزية)